# Phytomyza subtenella
Phytomyza subtenella är en tvåvingeart som beskrevs av Frost 1924. Phytomyza subtenella ingår i släktet Phytomyza och familjen minerarflugor. Inga underarter finns listade i Catalogue of Life.